# Powiat grójecki

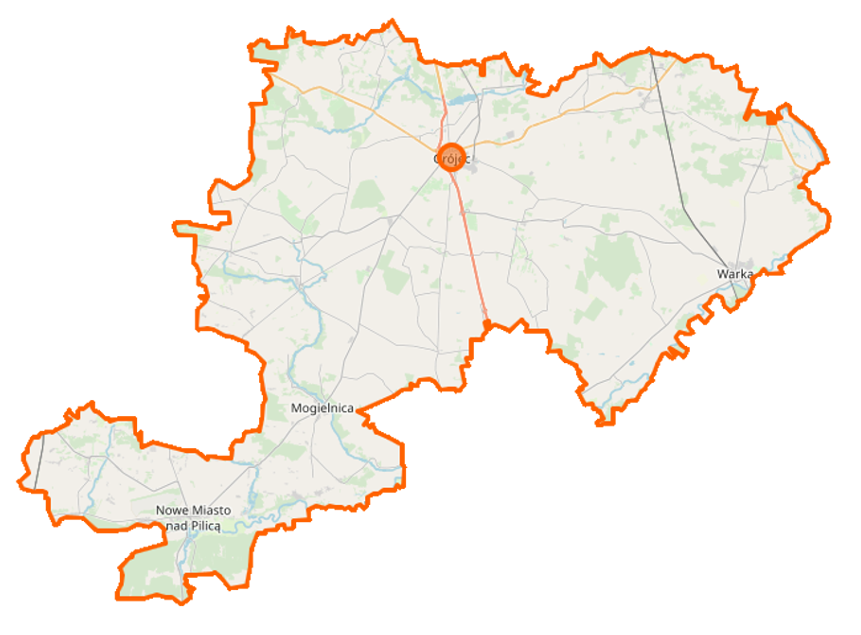
Mapa powiatu

Powiat grójecki – powiat w Polsce (województwo mazowieckie), utworzony w 1999 roku w ramach reformy administracyjnej. Jego siedzibą jest miasto Grójec.
Według danych z 30 czerwca 2020 roku powiat zamieszkiwały 98 173 osoby.

## Podział administracyjny
W skład powiatu wchodzą:
- Gminy miejsko-wiejskie: Grójec, Mogielnica, Nowe Miasto nad Pilicą, Warka
- Gminy wiejskie: Belsk Duży, Błędów, Chynów, Goszczyn, Jasieniec, Pniewy
- Miasta: Grójec, Mogielnica, Nowe Miasto nad Pilicą, Warka

W latach 1999–2002 do powiatu grójeckiego należała również gmina Tarczyn, która 1 stycznia 2003 została przyłączona do powiatu piaseczyńskiego.

## Demografia

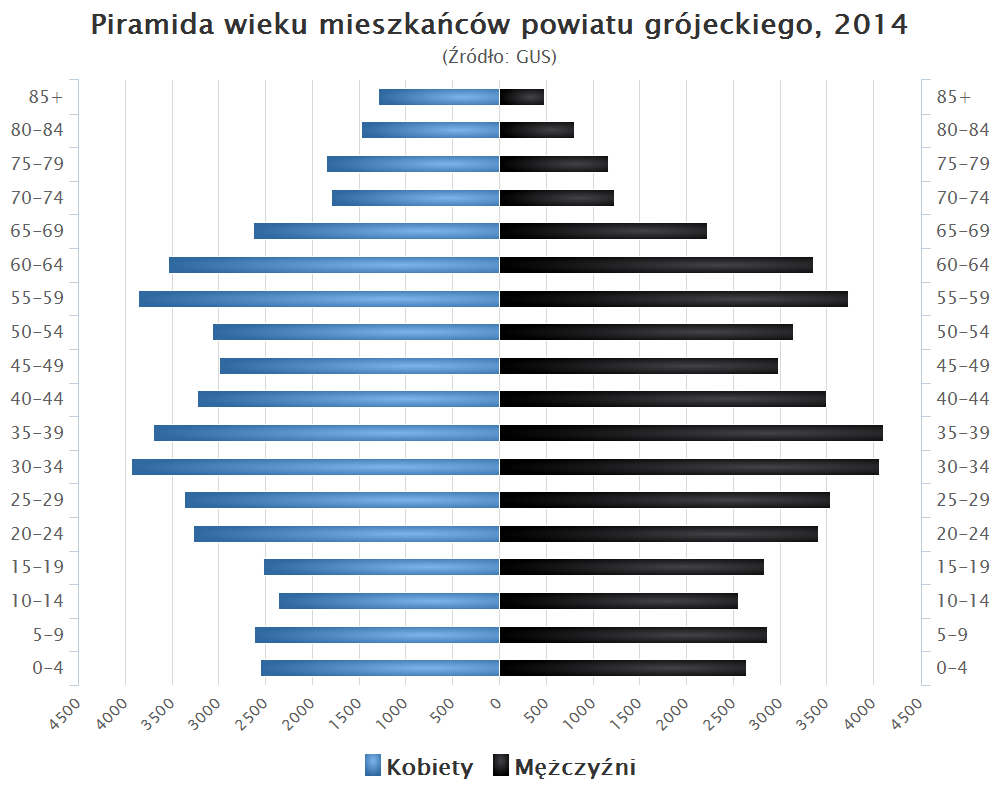
Piramida wieku mieszkańców powiatu grójeckiego w 2014 roku

Liczba ludności (dane z 30 czerwca 2010):
|        | Ogółem | Ogółem | Kobiety | Kobiety | Mężczyźni | Mężczyźni |
| osób   | %      | osób   | %       | osób    | %         |           |
| ------ | ------ | ------ | ------- | ------- | --------- | --------- |
| Ogółem | 97 037 | 100    | 49 221  | 50,72   | 47 816    | 49,28     |
| Miasto | 33 164 | 34,18  | 17 281  | 17,81   | 15 883    | 16,37     |
| Wieś   | 63 873 | 65,82  | 31 940  | 32,92   | 31 933    | 32,91     |

▶Wieś vs ▶miasto
Ogółem (▶k, ▶m)
Miasto (▶k, ▶m)
Wieś (▶k, ▶m)

## Starostowie grójeccy
- Władysław Piątkowski (1999–2004)
- Mirosław Maliszewski (2004–2005) (PSL)
- Jerzy Kaźmierczak (2005–2006)
- Janusz Różycki (2006–2010)
- Marian Górski (2010–2014)
- Marek Ścisłowski (2014–2018) (PiS)
- Krzysztof Ambroziak (od 2018)

## Sąsiednie powiaty
- powiat białobrzeski
- powiat garwoliński
- powiat grodziski
- powiat kozienicki
- powiat otwocki
- powiat piaseczyński
- powiat przysuski
- powiat rawski (łódzkie)
- powiat tomaszowski (łódzkie)
- powiat żyrardowski